# Oberholl (Dohrgaul)

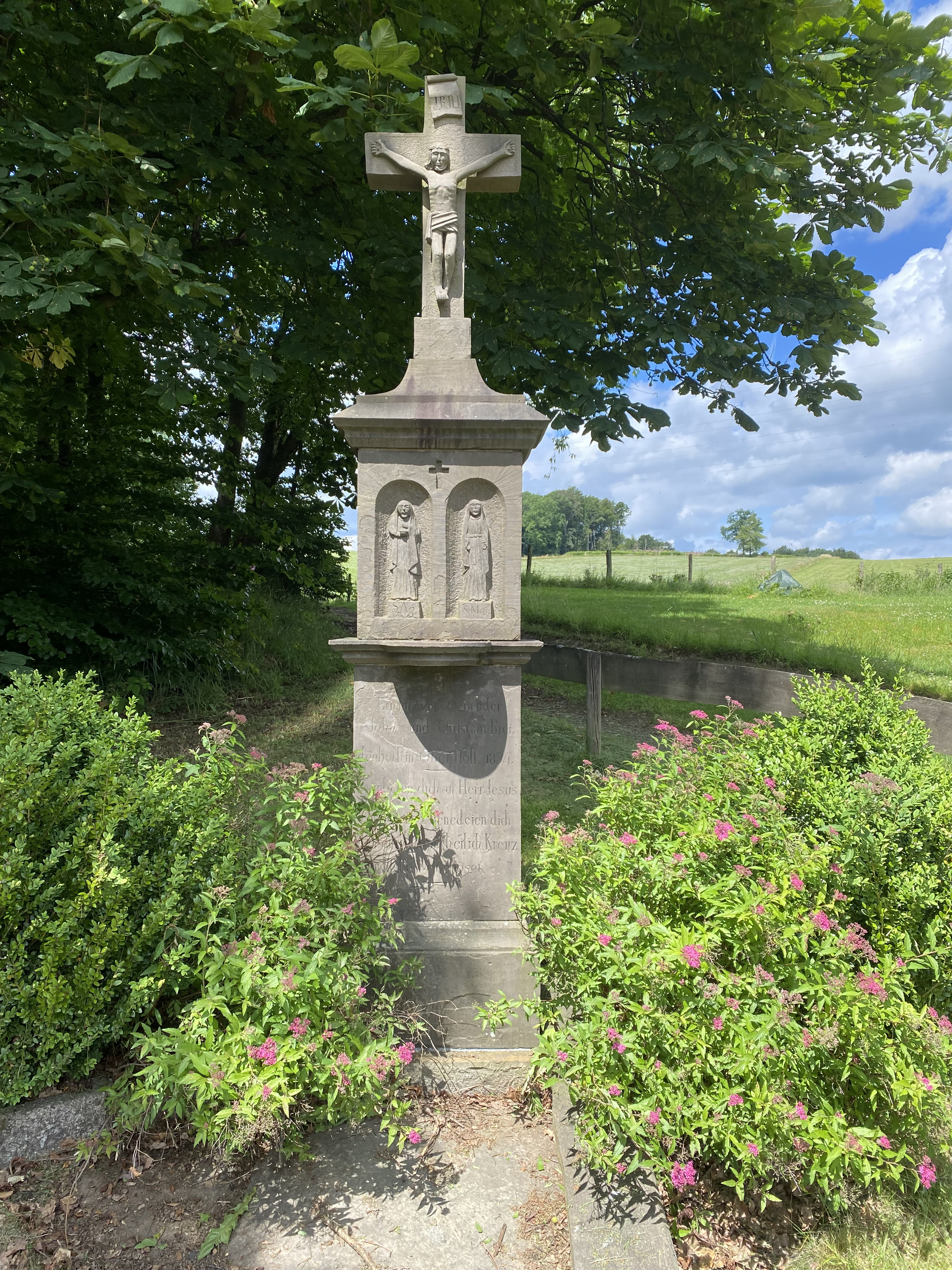
Baudenkmal Oberholler Bildstock (1894)

Oberholl ist eine Ortschaft in der Gemeinde Wipperfürth im Oberbergischen Kreis im Regierungsbezirk Köln in Nordrhein-Westfalen (Deutschland).

## Lage und Beschreibung
Der auf dem Singerberg (371 m) gelegene Weiler liegt im Südosten der Stadt Wipperfürth an der Stadtgrenze zu Lindlar und Marienheide, oberhalb der Quelle des in die Lindlarer Sülz mündenden Holler Siepens. Nachbarorte sind Niederholl, Dellweg, Schnipperingen und Schnipperinger Mühle.
Der Ort gehört zum Gemeindewahlbezirk 142 und damit zum Ortsteil Dohrgaul.

## Geschichte
Um 1443 wird der Ort erstmals unter der Bezeichnung „in dem Hole“ in einer Einkunfts- und Rechteliste des Kölner Apostelstiftes genannt. Die Karte Topographia Ducatus Montani aus dem Jahre 1715 zeigt zwei Höfe und bezeichnet diese mit „o. Holl“. Die Topographische Aufnahme der Rheinlande von 1825 zeigt auf umgrenztem Hofraum unter dem Namen „Ob. Hoel“ drei getrennt voneinander liegende Grundrisse. In der Preußischen Uraufnahme von 1840 lautet die Ortsbezeichnung „Obersholl“. Ab der topografischen Karte der Jahre 1894 bis 1896 wird der heute gebräuchliche Ortsname Oberholl verwendet.
Gegenüber dem Haus Oberholl 5 wurde im Jahr 1894 ein Wegekreuz errichtet, der heute unter Denkmalschutz steht. Die Inschrift im Sockel lautet: „Erichtet von Gebrüder /Johan und Christian Brei/denbach in Ober Holl 1894/Wir beden dich an Herr Jesus/Christus und benedeien dich/den durch dein heilich Kreuz/hast du die Welt erlöset“.

## Busverbindungen
Über die Haltestellen Dohrgaul und Mittelweg der Linien 333 und 399 (VRS/OVAG) ist Oberholl an den öffentlichen Personennahverkehr angebunden.